# Casey Cott
Pour les articles homonymes, voir Cott (homonymie).
Casey Morton Cott, né le 8 août 1992 dans le Michigan est un acteur américain.
Il est notamment connu pour interpréter le personnage de comics Kevin Keller dans la série télévisée Riverdale.

## Biographie
Casey Cott a grandi à Chagrin Falls dans l'Ohio. Il a étudié à l'université de Boston avant de décider d'étudier l'art dramatique à la Carnegie Mellon School of Drama. Il obtient son diplôme en 2016. Il est le frère de Carly Cott et de l'acteur Corey Cott (en). Casey et sa sœur Carly ont le même âge mais ne sont pas des jumeaux.

### Carrière
En février 2016, il rejoint la distribution du pilote de Riverdale, une série adaptée des personnages de comics du célèbre éditeur Archie Comics, pour interpréter Kevin Keller. En mai 2016, la série est officiellement commandée. Elle est diffusée depuis le 26 janvier 2017 sur le réseau The CW et aussi sur Netflix.

### Vie privée
Il s'est marié avec sa fiancée Nichola Basara le 18 décembre 2021. Le 7 avril 2023, il annonce sur son compte Instagram attendre son premier enfant.

## Filmographie

### Cinéma
- 2019 : All the Little Things We Kill de Adam Neutzsky-Wulff : Trevor Olsson
- 2019 : The Mascot de Matthew Perkins : Nick Shepherd

### Télévision

#### Séries télévisées
- 2017 : New York, unité spéciale : Lucas Hull (Épisode : Conversion)
- 2017 : Instinct : Dino Moretti (Épisode : Pilot)
- 2017 - 2017 : Riverdale : Kevin Keller (principale, en cours) / Tom Keller adolescent  (saison 3, épisode 4)
- 2020 : Katy Keene : Kevin Keller (saison 1, épisode 10)

### Clips
- 2017 : Why de Sabrina Carpenter